# فریتس آرنت
فریتس گئورگ آرنت (آلمانی: Fritz Arndt؛ ۶ ژوئیهٔ ۱۸۸۵ – ۸ دسامبر ۱۹۶۹) یک شیمی‌دان اهل آلمان بود.